# Guy Degrenne
Guy Degrenne (Tinchebray, 3 augustus 1925 - Granville, 7 november 2006) was een Franse ondernemer.
Hij is de oprichter van het naar hemzelf genoemde Guy Degrenne, een groot industrieel bedrijf gespecialiseerd in het fabriceren van eetgerei, champagne-emmers, schalen en andere roestvrijstalen artikelen te gebruiken bij de maaltijden. 
Degrenne werd opgeleid aan de grande école ESSEC, een economisch instituut.

Zijn eerste fabriek opende hij in de smederij van zijn vader te Sourdeval (Manche), een gebied dat reeds sinds tijden gericht is op de metaalnijverheid en de fabricage van messen.
Hij brak als industrieel door toen hij succes bleek te hebben met het roestvrijstaal maken van schalen waarvan het materiaal afkomstig was van de bepantsering van verwoeste tanks van de bekende Landing in Normandië uit de Tweede Wereldoorlog.
Later verplaatste hij zijn werkzaamheden naar Vire in de Calvados. In de zogeheten Vallée des alliages (vertaald: vallei van de legeringen) beschikte hij over een fabriek met een oppervlakte van 35.000 vierkante meter en een personeelsbestand ter grootte van zeshonderd personen. In 1987 deed Degrenne zijn onderneming over aan de holding Table de France.
In 1978 raakte hij bij het grote publiek bekend door zijn uitgave van een denkbeeldige vertoning van een middelbare schooldirecteur die een luie leerling voorspelt dat hij niets zal bereiken als hij zijn werkhouding niet verandert.
Guy Degrenne overleed thuis op 81-jarige leeftijd.